# Bodianus macrognathos
Bodianus macrognathos là một loài cá biển thuộc chi Bodianus trong họ Cá bàng chài. Loài này được mô tả lần đầu tiên vào năm 1974.

## Từ nguyên
Từ định danh của loài được ghép bởi hai từ trong tiếng Hy Lạp cổ đại: makrós (μακρός, "dài, cao") và gnáthos (γνάθος, "hàm"), hàm ý đề cập đến hàm dưới lớn hơn bình thường ở loài này, được tác giả xem là nét đặc trưng để nhận diện loài.

## Phạm vi phân bố và môi trường sống
Từ vịnh Oman, phạm vi phân bố của B. macrognathos trải dài đến bờ biển các nước Oman và Yemen, xuống phía nam đến Somalia và Kenya, cũng như từ Pakistan trải dài dọc theo bờ tây Ấn Độ.
B. macrognathos sống trong khu vực có nền đá vụn, gần những rạn san hô ở độ sâu khoảng từ 3 đến 65 m, đôi khi cũng được tìm thấy gần khu vực có nhiều rong tảo.

## Mô tả
B. macrognathos có chiều dài cơ thể tối đa được ghi nhận là 80 cm. Một cá thể có chiều dài 78 cm đánh bắt được ở ngoài khơi Muttrah nặng 7,3 kg.
B. macrognathos đực trưởng thành có màu phớt đỏ đến xám với các vệt sọc dọc màu trắng ở hai bên thân (nằm sau vây ngực, phía trên vây hậu môn và quanh cuống đuôi). Vùng cằm có màu xanh lam. Vảy viền đen. Vây đuôi lõm sâu, hai thùy đuôi vươn dài tạo thành hình lưỡi liềm.
Cá con và cá đang trưởng thành màu trắng, có 2 dải sọc đen, một sọc từ gáy dọc theo vùng lưng lan rộng đến gần hết vây lưng (phần vây lưng phía sau có màu trắng), và sọc còn lại từ mõm băng qua mắt, dọc theo thân trên kéo dài đến trên vây đuôi. Vây bụng màu đen. Vây hậu môn cũng màu đen, nhưng có màu trắng ở gốc vây.
Số gai ở vây lưng: 12; Số tia vây ở vây lưng: 10; Số gai ở vây hậu môn: 3; Số tia vây ở vây hậu môn: 12; Số tia vây ở vây ngực: 16–17.

### Trích dẫn
- Martin F. Gomon (2006). "A revision of the labrid fish genus Bodianus with descriptions of eight new species" (PDF). Records of the Australian Museum, Supplement. Quyển 30. tr. 1–133. ISSN 0812-7387.